# プロネーション
プロネーション(pronation)は、ウエイトトレーニングの種目の一つ。前腕の円回内筋の筋力を高め、筋肥大を促す。
左右の前腕の太さが違うのに、握力やリスト・カールとリバース・リスト・カールの使用重量が変わらないという場合は、円回内筋や回外筋の筋量の差が原因と考えられる。細い方の腕に手首を捻る種目を行って左右の差をなくしていく。

## 具体的動作

### ダンベル・プロネーション
着脱式ダンベルの片側だけに重りをつけて反対側を持って行う。肘を90度に保ってトレーニングすることが重要。
1. フラットベンチの前にひざまずき、手のひらが上になるようにダンベルを持って前腕をベンチに乗せる。手関節を動かしやすいように手をベンチから十分に出し、もう一方の手で前腕がベンチから動かないように押さえる。
2. 息を吐きながら、手首をひねり、ダンベルの先端を真上に向ける。
3. 息を吸いながら、ゆっくりとダンベルの先端を下げて元の姿勢に戻る。
4. 2~3を繰り返す。

### ハンマーバー・プロネーション
ハンマーバーの先端に重りをつけて反対側を持って行う。肘を90度に保ってトレーニングすることが重要。
1. フラットベンチの前にひざまずき、手のひらが上になるようにバーを持って前腕をベンチに乗せる。手関節を動かしやすいように手をベンチから十分に出し、もう一方の手で前腕がベンチから動かないように押さえる。
2. 息を吐きながら、手首をひねり、バーの先端を真上に向ける。
3. 息を吸いながら、ゆっくりとバーの先端を下げて元の姿勢に戻る。
4. 2~3を繰り返す。